# بين هوكينز
بين هوكينز (بالإنجليزية: Ben Hawkins)‏ هو لاعب كرة قدم أمريكية أمريكي، ولد في 22 مارس 1944 في نيوآرك في الولايات المتحدة، وتوفي في 9 أكتوبر 2017 في بلمار في الولايات المتحدة.

## وصلات خارجية
- بين هوكينز على موقع مرجع كرة القدم المحترفة.كوم (الإنجليزية)